# Nguyễn Minh Cường
Nguyễn Minh Cường (sinh ngày 1 tháng 4 năm 1988) là một nhạc sĩ viết nhạc trẻ người Việt Nam. Xuất thân từ nhóm bè Cadillac, anh được xem là một "cỗ máy tạo hit" (hitmaker). Anh tham gia hợp tác với nhiều ca sĩ như Hoài Lâm, Hồ Ngọc Hà, Hòa Minzy, Nguyên Hà, Bùi Anh Tuấn... Vào năm 2021, anh giành được giải Làn Sóng Xanh và Giải Cống hiến.

## Danh sách đĩa nhạc
- Nhật ký cảm xúc (2019)
- Tự nhiên (2024)

## Thành tựu
| Năm  | Giải thưởng   | Hạng mục                      | Tư cách nhận giải  | Kết quả   | Ct          |
| ---- | ------------- | ----------------------------- | ------------------ | --------- | ----------- |
| 2020 | Làn Sóng Xanh | Ca khúc của năm               | "Hoa nở không màu" | Đoạt giải | [ 5 ] [ 7 ] |
| 2020 | Làn Sóng Xanh | Bài hát hiện tượng            | "Hoa nở không màu" | Đề cử     | [ 5 ] [ 7 ] |
| 2020 | Làn Sóng Xanh | Top 10 ca khúc được yêu thích | "Hoa nở không màu" | Đoạt giải | [ 5 ] [ 7 ] |
| 2021 | Cống hiến     | Bài hát của năm               | "Hoa nở không màu" | Đoạt giải | [ 6 ]       |
| 2021 | Cống hiến     | Nhạc sĩ của năm               | Bản thân           | Đoạt giải | [ 6 ]       |

## Một số tác phẩm
- Bao nhiêu thương nhớ cho vừa – Hoài Lâm
- Best friend – Hoàng Yến Chibi & Jun Phạn
- Bi hài – Hòa Minzy
- Buồn làm chi em ơi – Hoài Lâm
- Cả một trời thương nhớ – Hồ Ngọc Hà
- Cảm ơn vì đã nói câu từ chối – Ái Phương & Hakoota Dũng Hà
- Càng yêu sâu càng nhớ lâu – Phạm Anh Duy
- Chạy trời sao khỏi nắng – Nguyên Hà
- Chỉ là tình cờ – Hòa Minzy
- Chính cơn mưa ấy – Trung Quân
- Chúng ta cô đơn quá – Dương Edward
- Chúng ta không có sau này – Mai Tiến Dũng
- Chút buồn còn vương – Minh Tuyết & Nguyễn Minh Cường
- Chút nắng cuối thu – Barry Bảo Nam
- Có ai đi hoài một hướng – Nguyên Hà
- Có điều gì sao không nói cùng anh – Trung Quân
- Có một ngày buồn như thế – Nguyên Hà
- Có người sẽ đến thay anh yêu em – Barry Bảo Nam
- Có nỗi buồn ghé qua – Hoàng Hải
- Cơn mơ mùa đông – Quang Trung
- Dù đã biết – Thanh Hà
- Đã sai từ lúc đầu – Hồ Ngọc Hà
- Đâu cần phải xin lỗi – Hà Nhi
- Đến bên anh – Phạm Anh Duy
- Đi qua thương nhớ – Hà Nhi
- Điều buồn nhất khi yêu – Hòa Minzy
- Đường ai nấy đi – Bùi Anh Tuấn
- Em này – Gin Tuấn Kiệt
- Em ơi đừng khóc – Gin Tuấn Kiệt
- Em sẽ quay về – Phạm Đình Thái Ngân
- Giá như – Hòa Minzy
- Giá như mình đừng nói giá như – Hamlet Trương
- Giấc mơ buồn – Hakoota Dũng Hà
- Giấc mơ để dành – Nguyên Hà
- Hãy nói ta còn yêu – Tăng Phúc & Trương Thảo Nhi
- Hoa nở không màu – Hoài Lâm
- Hoa nở vô thường – Hoài Lâm
- Hẹn nhau cuối chân trời – Lân Nhã
- Kết thúc bất ngờ – Trung Quân
- Kiên cường Việt Nam – Cadillac, Nguyễn Minh Cường, VNPR
- Khi nỗi đau dừng lại – Nguyên Hà
- Khóc cho nỗi đau ấy – Ái Phương
- Không thuộc về nhau – Nam Em
- Lối đi về cô đơn – Barry Bảo Nam
- Mặt trời mọc phía hoàng hôn – Barry Bảo Nam
- Mất bao lâu để quên một người – Ái Phương & Quang Trung
- Mình dừng lại đi – Ali Hoàng Dương
- Món quà vô giá – Hoài Lâm, Lân Nhã, Nguyễn Minh Cường
- Mỗi khi tôi buồn – Nguyên Hà
- Một câu chuyện buồn – Ái Phương
- Mùa thu năm ấy – Barry Bảo Nam
- Mùa xuân gọi mình yêu nhau – Gin Tuấn Kiệt & Juky San
- Mười phân vẹn mười – Nguyễn Minh Cường
- Ngày mưa em có buồn không – Trung Quân
- Nếu chỉ còn một ngày để yêu – Barry Bảo Nam
- Nếu mai này xa nhau – Hòa Minzy
- Nếu nỗi buồn là một bông hoa – Thùy Chi
- Người con gái năm xưa 17 – Nguyễn Minh Cường
- Người tuyệt vời nhất thế gian – Nguyễn Minh Cường
- Những tiếng thở dài – Lân Nhã
- Nỗi nhớ mang tên mình – Hoài Lâm
- Nỗi nhớ thật thà – Tăng Phúc
- Nợ nhau lời xin lỗi – Nguyên Hà
- Ô kìa mùa xuân vui – Bùi Anh Tuấn, Trung Quân, Ali Hoàng Dương, Gin Tuấn Kiệt
- Quay về đi – Hòa Minzy
- Rất buồn – Hoài Lâm
- Sài Gòn nhớ, thương và yêu – Cadillac
- Sang năm con sẽ về – Jang Mi
- Sau giờ làm có gì vui – Ba Gác, Ali Hoàng Dương, Phú Nguyễn
- Ta chẳng còn là của nhau – Jaykii
- Ta đã quên nhau bao lâu – Quân A.P
- Tết sum vầy – Phương Mỹ Chi & Tamke
- Tháng mấy em nhớ anh – Hà Anh Tuấn
- Thanh xuân còn lại bao nhiêu – Thu Thủy
- Thèm – Trung Quân
- Theo anh – Ali Hoàng Dương
- Tình khôn nguôi – Lệ Quyên
- Trái tim tổn thương – Lệ Quyên
- Vì tình yêu là thế – Ali Hoàng Dương
- Vươn lên Việt Nam – Bùi Anh Tuấn, Only C, Ali Hoàng Dương, Hoàng Tôn, Bùi Công Nam, nhóm PM
- Xin lỗi vì đã yêu nhau – Hoài Lâm
- Xin lỗi thanh xuân – Sofia & Barry Bảo Nam
- Xuân – Hoài Lâm, Trung Quân, Ali Hoàng Dương, Gin Tuấn Kiệt
- Yêu là đau thế này – Quang Hà
- Yêu một người đau quá – Thanh Hà
- Yêu một người sao buồn đến thế – Noo Phước Thịnh